# Bruinoorspecht
De bruinoorspecht (Pardipicus caroli) is een vogel uit het geslacht Pardipicus van de familie spechten (Picidae).

## Verspreiding en leefgebied
Deze soort komt voor in centraal en westelijk Afrika en telt 2 ondersoorten:
- P. c. arizela: van Sierra Leone tot Ghana.
- P. c. caroli: van zuidelijk Nigeria, Kameroen tot westelijk Kenia, noordwestelijk Tanzania en noordwestelijk Angola.